# Волинцеве (станція)
Воли́нцеве — проміжная залізнична станція Донецької дирекції Донецької залізниці на електрифікованій лінії Кринична — Вуглегірськ між станціями Єнакієве (5 км) та Вуглегірськ (9 км). Розташована у північній частині міста Єнакієве Донецької області.

## Пасажирське сполучення
Через військову агресію Росії на сході Україні транспортне сполучення припинене з підконтрольною українській владі територією, проте наразі курсує одна пара приміських поїздів сполученням Дебальцеве — Макіївка. Найближча зупинка трамвайного маршруту № 3 «Вул. Гагаріна» (від  станції 18 хвилин пішої ходи).